# Grammersbergalm
Die Grammersbergalm ist eine Alm in den Bayerischen Voralpen. Sie liegt im Gemeindegebiet von Lenggries.
Das Almgebiet befindet sich in einer Gratmulde östlich der Pürschschneid. Auf dem Almgebiet sind noch Grundmauern eines ehemaligen Königshauses von Ludwig II zu erkennen.
Die Alm war bereits auf der Uraufnahme namentlich erwähnt.
Die Alm wird am einfachsten über einen Forstweg von Fall aus erreicht.